# Vincenzo Riccati

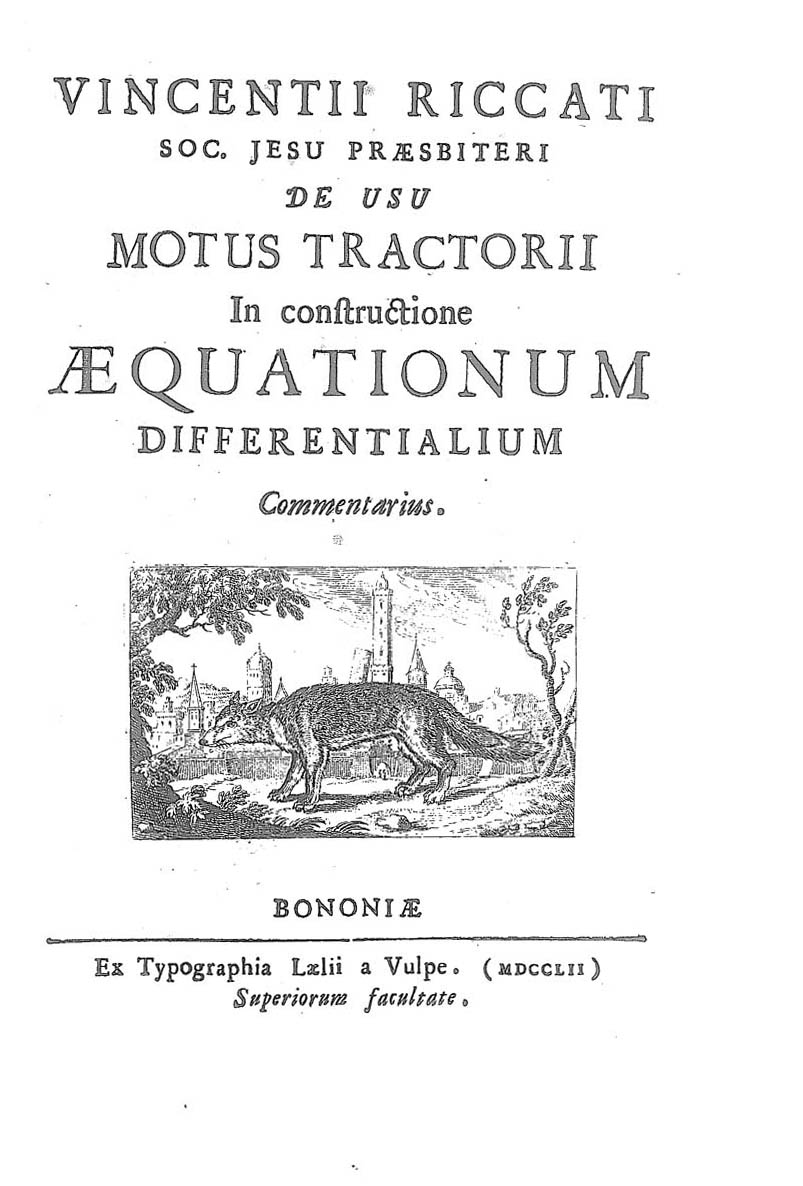
De usu motus tractorii in constructione aequationum differentialium, 1752

Vincenzo Riccati (ur. 11 stycznia 1707 w Castelfranco Veneto, zm. 17 stycznia 1775 w Treviso) – włoski uczony i jezuita. Zajmował się przede wszystkim matematyką, interesowały go zagadnienia związane z rachunkiem różniczkowym i całkowym oraz funkcje hiperboliczne.

## Życiorys
Vincenzo Riccati był drugim synem włoskiego matematyka Jacopo Riccatiego i Elisabetty dei Conti d'Onigo. Miał siedemnaścioro rodzeństwa, z czego tylko dziewięcioro dożyło dorosłości. Jego rodzina była majętna i mieszkała w dużej posiadłości w Castelfranco Veneto, miasteczku leżącym około 40 kilometrów od Wenecji. Jego ojciec był szanowanym obywatelem nie tylko ze względu na swoje osiągnięcia naukowe, ale również i aktywny udział w życiu miejscowej społeczności. Jego brat Francesco był architektem, zaś Giordano – matematykiem i fizykiem. 
W wieku dziesięciu lat Riccati wyjechał do Bolonii, gdzie rozpoczął naukę matematyki i filozofii w kolegium jezuickim. Jednym z jego nauczycieli był Luigi Marchenti, wychowanek jezuity Pierre'a Varignona. Po ukończeniu szkoły, w grudniu 1726 roku wstąpił do zakonu jezuitów i podjął pracę w kolegium w Piacenzy jako nauczyciel literatury. W 1729 roku przeniósł się do kolegium w Padwie, a następnie w 1734 roku, do kolegium w Parmie. Wykładał tam włoską literaturę i nauczał łaciny. W 1735 roku rozpoczął studia teologiczne w Parmie, po czym kontynuował je w Rzymie. W 1739 roku, po ukończeniu studiów, wrócił do Bolonii, gdzie nauczał matematyki w miejscowym kolegiach. Wychował kilku uczonych, między innymi Virgilia Cavinę, Giana Francesca Malfattiego, Giovanniego Antonia Pedevillę, Leopolda Marca Caldaniego, Petronia Caldaniego i Pietra Gianniniego.
Riccati, oprócz pracy dydaktycznej, prowadził również własne badania. Między innymi kontynuował prace ojca w dziedzinie całek i różniczek. Jego głównym przedmiotem zainteresowań była analiza i jej zastosowanie w rozwiązywaniu problemów mechanicznych. Opracował kilka metod rozwiązywania równań różniczkowych, które zawarł w De usu motus tractorii in constructione Aequationum Differentialium Commentarius, wydanym w 1752 roku. Wpływ na jego prace miały dzieła Eulera, ale jego metody wykorzystywał model fizyczny, którego Euler nie rozważał. Praca, mimo niewątpliwych walorów, nie przyniosła mu jednak zbyt wielkiego uznania. W 1755 roku Riccati opublikował De natura et proprietatibus quarundam curvarum quae simul cum tractrice generantur, quaeque proinde syntractoriae nominabuntur, w której starał się wskazać zależności między punktami, które dzieliły styczne traktrysy oraz ich lokalizację.
Poza tym Riccati zajmował się również badaniem funkcji hiperbolicznych w celu rozwiązywania równań sześciennych. Praca dotycząca tego zagadnienia ukazała się w drugiej części Opusculorum ad res physicas et mathematicas pertinentium, wydawanego między 1757 a 1762 rokiem. Riccati rozważał standardowe wzory funkcji hiperbolicznych, ich pochodne i związek z funkcjami wykładniczymi. Pierwsze zastosowanie funkcji hiperbolicznych przypisuje się często Johannowi Heinrichowi Lambertowi, który używał ich jednak nie wcześniej niż w 1770 roku, tymczasem prace Riccatiego, na przykład dwie części Institutiones Analytica, wydawane między 1757 a 1767 rokiem, zawierały już wzory dodawania i odejmowania tychże funkcji. Institutiones Analytica napisał Riccati we współpracy z Girolamem Saladinim. Praca ta dotyczyła również zamiany zmiennych w rachunku różniczkowym i całkowym, metod całkowania funkcji trygonometrycznych i hiperbolicznych oraz róż polarnych, badanych wcześniej przez Guida Grandiego, a także zawierała próbę rozwiązania jednego z problemów Alhazena, przez rozwinięcie w tym celu osiągnięć Huygensa. Institutiones Analytica była jedną z pierwszych prac tak szeroko traktujących zagadnienie całkowania i uważana jest za jeden z najważniejszych tekstów w tej dziedzinie opublikowanych przed wydaniem Institutiones calculi integralis Eulera.
Riccati swą teoretyczną wiedzę matematyczną i fizyczną stosował w praktyce. Specjalizował się zwłaszcza w inżynierii hydraulicznej i brał udział w projektowaniu oraz budowie zabezpieczeń przeciwpowodziowych w okolicach Wenecji i Bolonii oraz nad rzekami Reno, Pad, Adyga i Brenta.
Za życia Riccatiego zakon jezuitów wchodził w konflikt władzami poszczególnych państw, wskutek czego zakonników wygnano kolejno z Portugalii (w 1759 roku), Francji (w 1764 roku), Hiszpanii i Królestwa Sycylii (w 1767 roku), zaś w 1773 roku papież Klemens XIV rozwiązał zakon. Wszystkie szkoły i inne placówki jezuitów w Bolonii zostały im odebrane, a oni sami musieli opuścić miasto. Riccati udał się do Treviso, gdzie mieszkali jego bracia. Odrzucił oferty pracy w charakterze wykładowcy matematyki na uniwersytecie w Bolonii i Pizie. Zmarł w Treviso w 1775 roku i został pochowany w rodzinnym grobowcu, obok ojca.